# Callopistria minuta
Callopistria minuta là một loài bướm đêm trong họ Noctuidae.